# تازة كند جنيزة
تازة كند جنيزة هي قرية في مقاطعة أرومية، إيران. عدد سكان هذه القرية هو 234 في سنة 2006.